# المسحل (الشاهل)

تعديل مصدري - تعديل

المسحل هي إحدى قرى عزلة جانب اليمن بمديرية الشاهل التابعة لمحافظة حجة، بلغ تعداد سكانها 376 نسمة حسب تعداد اليمن لعام 2004.